# Gata Only
 (juin 2024).
La mise en forme du texte ne suit pas les recommandations de Wikipédia : il faut le « wikifier ».
Les points d'amélioration suivants sont les cas les plus fréquents. Le détail des points à revoir est peut-être précisé sur la page de discussion.
- Les titres sont pré-formatés par le logiciel. Ils ne sont ni en capitales, ni en gras.
- Le texte ne doit pas être écrit en capitales (les noms de famille non plus), ni en gras, ni en italique, ni en « petit »…
- Le gras n'est utilisé que pour surligner le titre de l'article dans l'introduction, une seule fois.
- L'italique est rarement utilisé : mots en langue étrangère, titres d'œuvres, noms de bateaux, etc.
- Les citations ne sont pas en italique mais en corps de texte normal. Elles sont entourées par des guillemets français : « et ».
- Les listes à puces sont à éviter, des paragraphes rédigés étant largement préférés. Les tableaux sont à réserver à la présentation de données structurées (résultats, etc.).
- Les appels de note de bas de page (petits chiffres en exposant, introduits par l'outil «  Source ») sont à placer entre la fin de phrase et le point final[comme ça].
- Les liens internes (vers d'autres articles de Wikipédia) sont à choisir avec parcimonie. Créez des liens vers des articles approfondissant le sujet. Les termes génériques sans rapport avec le sujet sont à éviter, ainsi que les répétitions de liens vers un même terme.
- Les liens externes sont à placer uniquement dans une section « Liens externes », à la fin de l'article. Ces liens sont à choisir avec parcimonie suivant les règles définies. Si un lien sert de source à l'article, son insertion dans le texte est à faire par les notes de bas de page.
- La présentation des références doit suivre les conventions bibliographiques. Il est recommandé d'utiliser les modèles {{Ouvrage}}, {{Chapitre}}, {{Article}}, {{Lien web}} et/ou {{Bibliographie}}. Le mode d'édition visuel peut mettre en forme automatiquement les références.
- Insérer une infobox (cadre d'informations à droite) n'est pas obligatoire pour parachever la mise en page.

Pour une aide détaillée, merci de consulter Aide:Wikification.
Si vous pensez que ces points ont été résolus, vous pouvez retirer ce bandeau et améliorer la mise en forme d'un autre article.
Singles de FloyyMenor et Cris MJ
'+ Paca más elástico (2023), Cris MJ - Que quieres? (2024), FloyyMenor 'Ke la castiguen (2024), Cris MJ - Me gusta (2024), FloyyMenor
Gata Only est une chanson de FloyyMenor et de Cris MJ. La version solo est sortie en single le 21 décembre 2023 via UnitedMasters, et la version en duo est sortie le 2 février 2024. Cette chanson de reggaeton est initialement écrite par Alan Felipe Galleguillos (FloyyMenor) pendant des performances live dans son pays d'origine, le Chili. Pour l'écriture de Gata Only, FloyyMenor est accompagné de Big Cvyu, producteur et de Christopher Álvarez (Cris MJ) co-écrivant une autre version pour duo.
Un jour après le lancement de la collaboration, après avoir reçu des commentaires négatifs de la part d'utilisateurs, Cris MJ annonce qu'il projette d'annuler la version duo en la remplaçant par la version solo. Les projets d'annulation sont finalement écartés après que ses fans l'aient convaincu de continuer. Quelques jours plus tard, la chanson devient virale dans le pays d'origine des deux chanteurs, faisant plus tard ses débuts au sommet du classement des chansons chiliennes (Chili Songs). Grâce à son succès sur TikTok, le clip musical a obtenu plus de 286 millions de lectures sur Youtube et plus de 850 millions d'écoutes sur Spotify en juillet 2024. Il finit par apparaître dans les charts internationaux, atteint la première place dans six pays et le top 10 dans plus de 10 pays.

## Antécédents, composition et sortie
FloyyMenor, originaire de Vicuña au Chili, atteint une renommée locale dans son pays d'origine avant de sortir Gata Only, l'un de succès précédents étant Pa la Europa,. Il dira au Billboard qu'il a écrit la chanson durant des performances live dans une région différente du Chili. Il sort la chanson en décembre 2023 via UnitedMasters, où après avoir attiré l'œil de Cris MJ connu pour son fameux single Una noche en Medellín, ce dernier le contacte car il aimerait faire partie de la chanson, une version duo originellement prévue pour être une version remix,. Peu après, la version originale est retirée des plateformes de streaming et FloyyMenor attend quelques jours pour sortir la version officielle en duo.
Produite par Big Cvyu, Gata Only est une chanson de reggaeton,. Au niveau des paroles, la chanson parle de pourchasser une femme et fait référence au réseau social TikTok,. Un jour après la sortie de la nouvelle version de Gata Only et de son clip musical, la chanson reçoit des critiques de la part d'utilisateurs, accusant la partie de Cris MJ d'avoir trop de réverbération et de sonner comme si elle avait été faite à l'aide d'intelligence artificielle. Ce même jour, Cris MJ publie sur Instagram que la version duo serait supprimée et remplacée par une version chantée uniquement par FloyyMenor, en ajoutant que ce sont ses fans qui « commandent ». Après avoir été convaincu par ses supporters, le duo reste finalement sur les plateformes, et après quelques jours il devient une tendance au Chili, pays natal des chanteurs. En mai 2024, le clip musical cumule plus de 135 millions de lectures.

## Succès commercial
Aux États-Unis, Gata Only débute à la 98e place au Billboard Hot 100 et atteint la 27e au bout de cinq semaines. Dans la liste Hot Latin Songs, elle débute à la 46e position et atteint la tête du classement sept semaines après sa sortie, détrônant La aiabla de Xavi, avant de rester première 14 semaines au total. Elle devient aussi la première chanson chilienne depuis 1999 à atteindre le top 10 du classement, ainsi que la première chanson numéro un d'un artiste chilien depuis Peligroso amor de Myriam Hernández en 1990,,,. Elle obtient aussi un pic de popularité au classement Latin Digital Song Sales" dans l'édition du 4 mai 2024 et dans la liste Latin Streaming Songs dans l'édition du 13 avril 2024. Elle atteint aussi la 41e place dans le Canadian Hot 100.
Gata Only débute numéro 149 au Billboard Global 200 dans l'édition du 24 février 2024, ainsi que numéro 174 au Billboard. US de la semaine précédente. Dans sa neuvième et dixième semaine respectivement, la chanson obtient le top 10 dans les deux classements, numéro 6 et 10, respectivement. Elle marque le premier single top 10 des deux chanteurs dans les deux classements. Dans les deux semaines qui suivent, elle obtient la quatrième place dans les deux classements. Gata Only atteint la première position dans les classements des meilleures chansons au Chili, mais ensuite également en Bolivie, en France, au Luxembourg, au Pérou, et en Suisse, et atteint le top 10 dans le classement d'autres pays, dont l'Argentine (3), l'Autriche (7), la Colombie (8), le Costa Rica (3), l'Équateur (2), la Grèce (3), l'Italie (7), le Mexique (3), le Portugal (7), et l'Espagne (3). Elle reçoit plus tard des certifications en Italie (Or) et en Espagne (Platine).

## Position dans les classements
| Classement (2024)                              | Meilleure position |
| ---------------------------------------------- | ------------------ |
| Argentine (Argentina Hot 100)                  | 3                  |
| Argentine (CAPIF)                              | 2                  |
| Autriche (Ö3 Austria Top 40)                   | 6                  |
| Belgique (Flandre Ultratop 50 Singles)         | 45                 |
| Belgique (Wallonie Ultratop 50 Singles)        | 7                  |
| Bolivie (Billboard)                            | 1                  |
| Canada (Canadian Hot 100)                      | 33                 |
| Chili (Billboard)                              | 1                  |
| Colombie (Billboard)                           | 7                  |
| Costa Rica (FONOTICA)                          | 3                  |
| Costa Rica (Monitor Latino)                    | 3                  |
| Tchéquie (IFPI Singles Digitál)                | 26                 |
| République dominicaine Urbano (Monitor Latino) | 18                 |
| Equateur (Billboard)                           | 2                  |
| El Salvador (Monitor Latino)                   | 11                 |
| Estonie (TopHit)                               | 7                  |
| France (SNEP)                                  | 1                  |
| Allemagne (Billboard)                          | 4                  |
| Global 200 (Billboard)                         | 4                  |
| Grèce (IFPI)                                   | 1                  |
| Honduras Urbano (Monitor Latino)               | 19                 |
| Hongrie (Rádiós Top 40)                        | 18                 |
| Irlande (IRMA)                                 | 46                 |
| Italie (FIMI)                                  | 5                  |
| Amérique Latine (Monitor Latino)               | 5                  |
| Lettonie (TopHit)                              | 7                  |
| Liban (Lebanese Top 20)                        | 16                 |
| Lituanie (AGATA)                               | 11                 |
| Luxembourg (Billboard)                         | 1                  |
| MENA (IFPI)                                    | 5                  |
| Mexique (Billboard)                            | 2                  |
| Pays-Bas (Billboard)                           | 5                  |
| Pays-Bas (Single Top 100)                      | 12                 |
| New Zealand Hot Singles (RMNZ)                 | 29                 |
| Nicaragua Urbano (Monitor Latino)              | 14                 |
| Afrique du Nord (IFPI)                         | 8                  |
| Afrique du Nord (Radiomonitor)                 | 5                  |
| Norvège (VG-lista)                             | 40                 |
| Panama (PRODUCE)                               | 3                  |
| Pérou (Monitor Latino)                         | 2                  |
| Pérou (Billboard)                              | 1                  |
| Pologne (Polish Streaming Top 100)             | 62                 |
| Portugal (AFP)                                 | 5                  |
| Puerto Rico Urbano (Monitor Latino)            | 13                 |
| Roumanie (Billboard)                           | 16                 |
| Arabie Saoudite (IFPI)                         | 12                 |
| Slovaquie (IFPI Singles Digitál)               | 9                  |
| Espagne (PROMUSICAE)                           | 3                  |
| Suède (Sverigetopplistan)                      | 27                 |
| Suisse (Schweizer Hitparade)                   | 1                  |
| Turquie (Radiomonitor Türkiye)                 | 6                  |
| EAU (IFPI)                                     | 5                  |
| Royaume-Uni (UK Singles Chart)                 | 58                 |
| Royaume-Uni (UK Indie Chart)                   | 10                 |
| US Billboard Hot 100                           | 27                 |
| US Hot Latin Songs (Billboard)                 | 1                  |
| US Latin Rhythm Airplay (Billboard)            | 25                 |

| Classement (2024) | Meilleure position |
| ----------------- | ------------------ |
| Uruguay (CUD)     | 1                  |

## Certifications
| Pays    | Organisme certificateur | Certification | Ventes certifiées | Ref.   |
| ------- | ----------------------- | ------------- | ----------------- | ------ |
| Italie  | FIMI                    | Or            | 50 000            | [ 79 ] |
| Espagne | PROMUSICAE              | Platine       | 60 000            | [ 80 ] |